# Frédéric Borloz

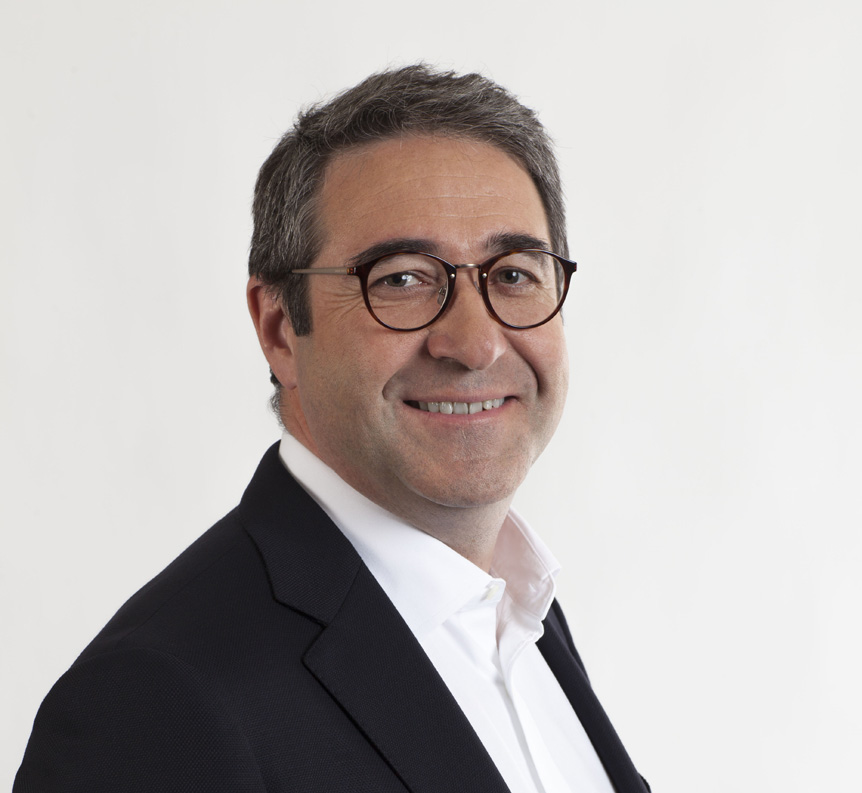
Frédéric Borloz

Frédéric Borloz (* 22. April 1966 in Aigle; heimatberechtigt in Ormont-Dessous) ist ein Schweizer Politiker (FDP). Er wurde 2015 in den Nationalrat und 2022 in den Waadtländer Staatsrat gewählt.

## Leben
Borloz wuchs in Aigle auf. Nach dem Gymnasium in Saint-Maurice (VS) durchlief er von 1984 bis 1987 eine Lehre als kaufmännischer Angestellter. Nach Auslandaufenthalten in Deutschland und den Vereinigten Staaten besuchte er von 1987 bis 1989 die École Blanc Léman in Montreux.
Borloz ist verheiratet, hat zwei Kinder und lebt in Aigle.

## Politik
Mit 16 Jahren trat Borloz in die FDP ein. 2002 wurde er erstmals in den Waadtländer Grossen Rat gewählt. Nach seiner Wiederwahl 2007 übernahm er den Fraktionsvorsitz. Nach der Vereinigung der FDP und der Liberalen Partei übernahm Borloz zusätzlich auch den Vorsitz der neuen Kantonalpartei. Seit 2006 ist er Syndic der Gemeinde Aigle. Bei den Nationalratswahlen 2015 wurde er in den Nationalrat gewählt. Am 10. April 2022 wurde er im 2. Wahlgang in den Waadtländer Staatsrat gewählt.